# Humanæ vitæ
Humanæ vitæ (« De la vie humaine ») est une encyclique « sur le mariage et la régulation des naissances » promulguée par le pape Paul VI le 25 juillet 1968 et rendue publique quatre jours plus tard. Elle commence ainsi : Humanæ vitæ trahendæ munus gravissimum (La très lourde mission de transmettre la vie humaine). 
L'encyclique causa la surprise car elle déclarait « intrinsèquement déshonnête » toute méthode artificielle de régulation des naissances prônée par le néomalthusianisme ou revendiquée par les associations féministes, réaffirmant ainsi la position traditionnelle de l'Église à l'encontre d'une opinion publique très largement favorable à un assouplissement de la doctrine catholique. Cette prise de position déclencha une profonde crise d'autorité dans l'Église.
En 2008, pour les 40 ans de cette encyclique, le pape Benoît XVI a réitéré la position officielle de l'Église catholique,.

## La commission pontificale pour l'étude de la population, de la famille et de la natalité
Elle est créée par Jean XXIII en avril 1963 et elle est composée au départ de huit démographes qui se réunissent pour la première fois en octobre 1963 à Louvain, aboutissant à la recommandation, contre les demandes politiques de limitation des naissances, de réaffirmer la doctrine catholique traditionnelle hostile à la contraception artificielle. Pour la deuxième session, qui se réunit à Rome en avril 1964, l'effectif passe à 13 personnes, en incluant des théologiens et des prêtres dont deux sont opposés à la position traditionnelle. La troisième session, de juin 1964, aboutit à un vote partagé entre 9 opposants, 2 partisans des inhibiteurs hormonaux et 3 votes neutres, et la conclusion définitive est remise à plus tard. 
Le 23 octobre 1964, au cours de la troisième session du concile Vatican II, le pape Paul VI fait annoncer que cette commission spécialisée est en cours de travail et justifie ainsi que la question soit retirée de l'ordre du jour des débats du concile. Les pères du concile émettent alors le vœu que cette commission s'élargisse et approfondisse les questions en tenant compte des apports les plus récents de la science. Paul VI complète alors la commission si bien qu'elle comprend désormais 20 théologiens, 19 démographes, sociologues et économistes, 12 médecins et trois couples français, américain et canadien. Les laïcs sont ainsi majoritaires dans une commission de 51 membres dont 13 ne sont pas européens ou nord-américains.
Dans cette nouvelle configuration, les opposants à la doctrine traditionnelle, dont 12 des théologiens, deviennent majoritaires. 
La session de la commission de mars 1965 n'aboutit pas à un texte faisant l'unanimité. La constitution Gaudium et spes est publiée officiellement  en 1966 avec la note stante doctrina Magisterii, indiquant que la « doctrine du magistère » sur « certaines questions » est en attente de la réponse des spécialistes,. En 1966, les théologiens de la commission déclarent par 15 voix contre 4 que la contraception artificielle n'est pas intrinsèquement mauvaise et, les 24 et 25 juin 1966, approuvent par 9 voix contre 5 un texte final disant qu'« il leur appartient [aux époux] d'en décider ensemble, sans se laisser aller à l'arbitraire, mais en ayant toujours à l'esprit et à la conscience des critères objectifs de moralité  » où l'éloge de la continence périodique est supprimé.

## Réaffirmation de la doctrine catholique

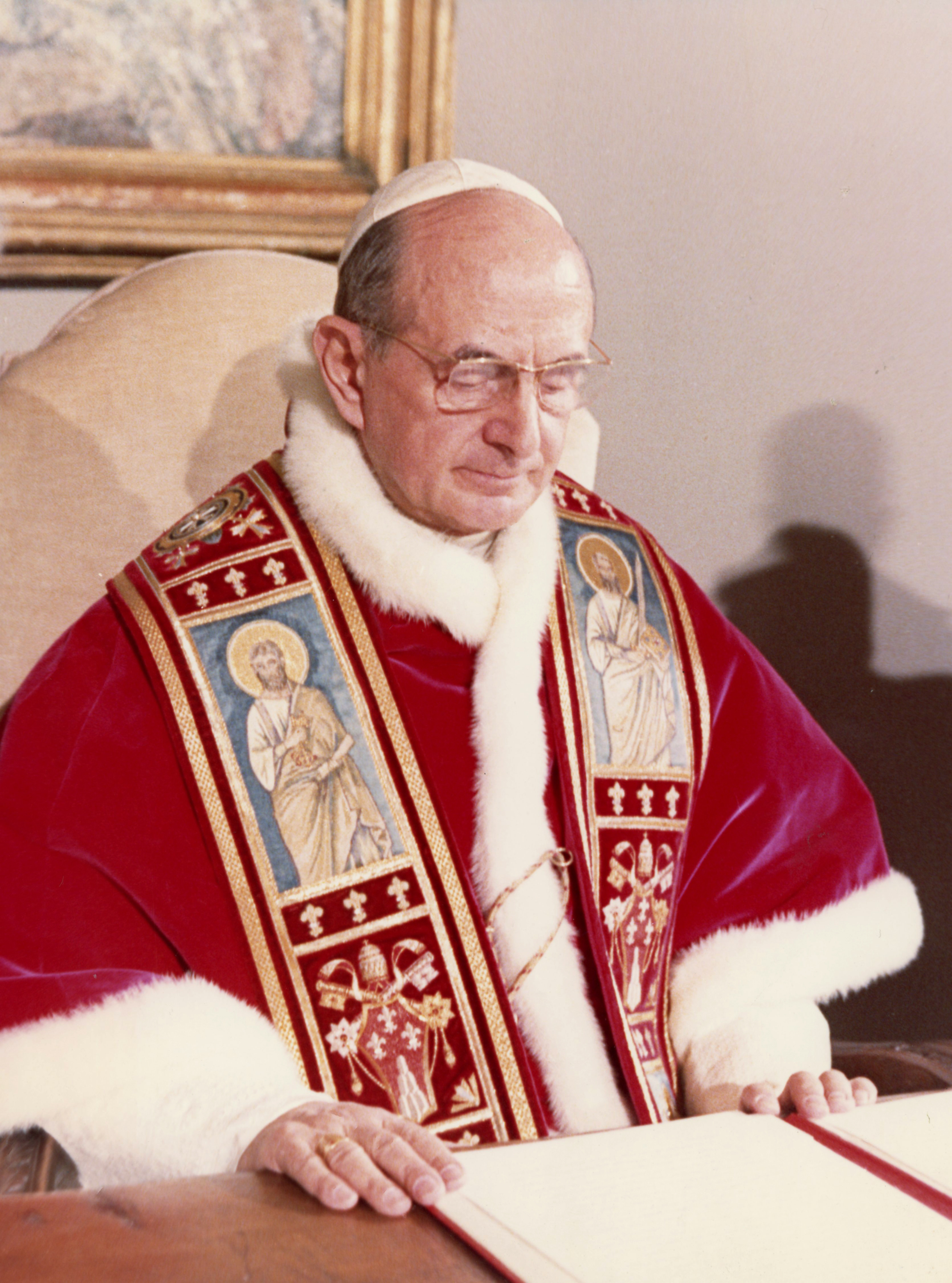
L'Encyclique Humanae Vitae est promulguée par le pape Paul VI le 25 juillet 1968.

Dans cette encyclique, le Magistère rappelle que la doctrine de l'Église sur le mariage est fondée « sur le lien indissoluble, que Dieu a voulu et que l'homme ne peut rompre de son initiative, entre les deux significations de l'acte conjugal : union et procréation » (HV, 12).
Le pape insiste également sur le concept de « paternité responsable », qui demande l'intervention de la raison et de la volonté. Il est demandé aux époux de conformer leur conduite à l'intention créatrice de Dieu.
« Par rapport aux conditions physiques, économiques, psychologiques et sociales, la paternité responsable s'exerce soit par la détermination réfléchie et généreuse de faire grandir une famille nombreuse, soit par la décision, prise pour de graves motifs et dans le respect de la loi morale, d'éviter temporairement ou même pour un temps indéterminé une nouvelle naissance. »
— HV, 10
Le pape exprime la doctrine de l'Église catholique sur la contraception artificielle :
« En conformité avec ces points fondamentaux de la conception humaine et chrétienne du mariage, nous devons encore une fois déclarer qu'est absolument à exclure, comme moyen licite de régulation des naissances, l'interruption directe du processus de génération déjà engagé, et surtout l'avortement directement voulu et procuré, même pour des raisons thérapeutiques. Est pareillement à exclure, comme le Magistère de l'Église l'a plusieurs fois déclaré, la stérilisation directe, qu'elle soit perpétuelle ou temporaire, tant chez l'homme que chez la femme.

Est exclue également toute action qui, soit en prévision de l'acte conjugal, soit dans son déroulement, soit dans le développement de ses conséquences naturelles, se proposerait comme but ou comme moyen de rendre impossible la procréation. »
— HV, 14
L'encyclique encourage toutefois le recours aux méthodes naturelles de régulation des naissances, tout en rappelant discrètement que celles-ci ne sont licites qu'à certaines conditions : « Si donc il existe, pour espacer les naissances, de sérieux motifs dus, soit aux conditions physiques ou psychologiques des conjoints, soit à des circonstances extérieures,… » (HV, 16).
Selon l'auteur George Weigel, le cardinal Karol Wojtyla, élu plus tard pape sous le nom de Jean-Paul II, aurait joué un rôle déterminant dans la publication finale du document.

## La controverse
Dans une atmosphère de remise en cause de l'autorité établie, en Amérique comme en Europe, l'encyclique apparut comme un refus pur et simple de la contraception. L’encyclique souleva « une opposition sans précédent à l’intérieur même de l’Église catholique » dès sa parution. 
Paul VI était allé à l'encontre même de l'avis de la commission pontificale d'experts qu'il avait lui-même nommée et qui avait préconisé l’inverse : en effet, sur les 72 membres de celle-ci, la plupart étaient d'accord sur l'autorisation du recours à des moyens artificiels de contraception à l'exception de six de ses membres. 
Le cardinal Joseph Ratzinger notait en 1995 : « Rarement un texte de l’histoire récente du Magistère est devenu à ce point signe de contradiction comme cette encyclique, que Paul VI a écrit à partir d’une décision qui fut pour lui profondément douloureuse. ». Dans ses mémoires, le cardinal français Roger Etchegaray a parlé de « schisme silencieux [qui a] fragilisé l'autorité [papale] ». Le théologien Yves Congar, adressant en 1968 un courrier au secrétariat de l'épiscopat français, déclara : « je n'arrive pas vraiment à juger que des époux qui ont exercé ou exercent une paternité raisonnable et généreuse contreviennent à la volonté de Dieu si, pour espacer ou éviter une nouvelle naissance (intention qu'Humanæ Vitæ reconnaît légitime), ils usent d'un moyen artificiel plus sûr que l'abstinence périodique ».

### Au sein de l'institution ecclésiale
Aux États-Unis, dès le lendemain de la publication de l'encyclique, paraissait dans le New York Times un article signé par plus de deux cents théologiens catholiques où l'on déclarait explicitement que « l’encyclique n’est pas un enseignement infaillible » et que par conséquent « les époux peuvent décider de façon responsable en accord avec leur conscience que la contraception artificielle est permise en certaines circonstances ». 
Dans les semaines qui suivirent, plusieurs conférences épiscopales, un peu partout dans le monde, tout en reconnaissant l'autorité du pape, tentèrent d'adoucir quelque peu le caractère contraignant de l'encyclique en mettant l'accent sur la primauté de la liberté de conscience individuelle. Au Canada par exemple, les évêques publièrent le 27 septembre une déclaration qui reconnaissait aux personnes confrontées à ce « qui leur semble être un conflit de devoirs, par exemple, accorder les impératifs de l'amour conjugal avec ceux de la paternité responsable » le droit de choisir « honnêtement la voie qui leur semblait la meilleure », pourvu qu'elles aient « fait un effort sincère pour se conformer aux directives données, sans toutefois y parvenir ».
En novembre, le Time Magazine, comparant l'importance de l'encyclique à celle des 95 thèses de Luther, faisait le constat suivant : « Parce qu'elle reflétait les opinions d'une minorité distincte de moralistes et de théologiens catholiques, l'encyclique souleva une tempête sans précédent de protestation et d'opposition au sein de l'Église. Des millions de laïques, des prêtres et même des évêques firent clairement savoir qu'ils ne pouvaient tout simplement pas accepter, sans restrictions, l'enseignement d'Humanæ Vitæ. En même temps, plusieurs prétendaient que leur opposition n'affectait en rien leur adhésion au catholicisme. Ce faisant, ils soulevaient des questions encore plus profondes et plus troublantes concernant les limites de la liberté et de l'autorité dans l'Église catholique — et le droit pour le pape de parler au nom du magistère de l'Église ».
Même les Pères conciliaires furent ébranlés. En janvier 1969, le cardinal Alfrink, archevêque d'Utrecht, et huit autres évêques de Hollande, déclarèrent l'encyclique « non convaincante sur la base de l'argumentation fournie ». Deux ans plus tard, le théologien allemand Hans Küng remettait pour sa part en cause le principe même de l'infaillibilité.
En France, le magazine Témoignage chrétien publia une lettre ouverte intitulée « Si le Christ voyait ça », séparant le pape de l'Église-peuple de Dieu. Le Canard Enchaîné rebaptisa malicieusement l'encyclique Digitus in Ogino, allusion à Digitus in Oculo, employé par Louis Duchesne pour qualifier l'encyclique Gravissimo officii munere du pape Pie X.

### Chercheurs catholiques
Par ailleurs, la publication de l'encyclique Humanae Vitae a joué le rôle de déclencheur chez plusieurs intellectuels catholiques. Ils ont considéré qu'elle manifestait l'incompréhension de leur Église à l'égard de la réalité moderne. Ainsi, des scientifiques catholiques de renom se sont rebellés comme les pionniers du mouvement bioéthique parmi lesquels Daniel Callahan cofondateur du Hastings Center qui publiera un ouvrage remettant en cause les thèses d'Humanae vitae. André Hellegers, gynécologue catholique et très impliqué vice-président de la Commission pontificale sur la régulation des naissances entre 1964 et 1966, fondateur du Kennedy Institute of Ethics à l'Université jésuite de Georgetown, fut extrêmement désappointé et publia un essai à ce sujet.

### Critiques externes
Le 8 décembre 1968 au Ford Hall Forum, la romancière et philosophe athée Ayn Rand donna une conférence de critique radicale et détaillée de Humanae vitae où elle défendit le sexe, la contraception, l'avortement, et l'idée que la controverse interne de l'Église n'avait pas lieu d'être. Conférence qui fut par la suite publiée dans son magazine The Objectivist, sous le titre "Of Living Death", puis republiée en 1989 dans le recueil The Voice of Reason (Elle avait déjà publiée en 1967 une critique de l'encyclique Populorum progressio sous le titre "Requiem for Man").

### Postérité
Cette encyclique a eu de profondes répercussions au sein de l'Église, en ce sens qu'elle a marqué une rupture pour de nombreux catholiques, étant ressentie comme une intrusion dans la vie intime du couple. Si l'encyclique est présentée comme l'aboutissement d'un long raisonnement sur l'amour humain et la paternité responsable, les spécialistes remarquent le manque d'autonomie laissé à la conscience individuelle et le fossé creusé entre le discours officiel et la pratique des croyants, diminuant l'autorité de l'ensemble du discours de l'Église. La désaffection des fidèles s'est plus particulièrement ressentie chez les femmes opérant un départ silencieux de l'Église, lié entre autres aux positions romaines sur la contraception, en tout cas en Europe occidentale et en Amérique du Nord.
Si une grande majorité des évêques ne contesta pas l'autorité du Pape et ne remit pas en cause l'encyclique, certains nuancèrent sa portée, à l'instar de l'épiscopat français dans la lignée d'Yves Congar qui relevait que, bien qu'on ait « reconnu officiellement que [l'encyclique] n'est pas un document infaillible », d'aucuns exigeaient « qu'on se comporte comme s'il l'était ». Ainsi, certains théologiens, défenseurs d'une morale conservatrice soutinrent l'encyclique et son aspect « infaillible » bien que Paul VI n'en revendiquât pas l'infaillibilité, l'Église catholique n'ayant mis en œuvre ce dogme qu'à une seule occasion, en 1950, lors de la promulgation de la constitution apostolique Munificentissimus Deus définissant le dogme de l'Assomption de manière collégiale.
Le Catéchisme de l'Église catholique promulgué par Jean-Paul II en 1992 fait référence au paragraphe 14 de l'encyclique Humanae Vitae et indique qu'est intrinsèquement mauvaise « toute action qui, soit en prévision de l’acte conjugal, soit dans son déroulement, soit dans le développement de ses conséquences naturelles, se proposerait comme but ou comme moyen de rendre impossible la procréation », et ce malgré l'avis d'une majorité de théologiens de la commission créée par Jean XXIII pour étudier la question.

## Des tentatives pour corriger un échec pastoral

### La théologie du corps
La théologie du corps est un enseignement élaboré par le pape Jean-Paul II, prodigué sous la forme de plus d'une centaine de conférences de 1979 à 1984. Ce corpus est souvent présenté comme une tentative de remédier à l'échec pastoral et catéchétique que fut Humanae Vitae. Il inscrit en effet la question de l'amour et de la sexualité dans un cadre théologique empreint de philosophie personnaliste : Sans reprendre la présentation classique des fins du mariage,  Jean-Paul II voit dans une sexualité authentique le signe corporel d'un don total de la personne dans sa relation avec une autre personne. Elle est ainsi image de l’intimité de Dieu, de la circulation d'amour au sein de la Trinité. Le quatrième et dernier cycle de conférences, intitulé Réflexions sur Humanae Vitae permet de retrouver l'enseignement de l'encyclique de Paul VI dans ce cadre : plutôt que sous forme d'interdits, l'enseignement se présente comme la réponse à la question "comment puis-je mener une vie affective et sexuelle qui soit en harmonie avec ma dignité d'être humain ?",.

### Positions contemporaines
Quarante ans après sa publication, le texte reste cependant source de division au sein de l'Église catholique, certains groupes de fidèles demandant son abrogation. En octobre 2008, à l'occasion du 40e anniversaire de l'encyclique controversée, le pape Benoît XVI réitère la condamnation de la contraception, admettant cependant que « le monde, et aussi de nombreux fidèles, ont beaucoup de difficultés à comprendre le message de l’Église » ; certains observateurs — du moins en France — font valoir que « Humanæ Vitæ ne fait plus guère partie des débats et des préoccupations » de la majorité des catholiques, qui se déterminent en conscience.
Danièle Hervieu-Léger explique aussi que le clergé de base doit adopter une conduite schizophrénique et doit systématiquement amodier les affirmations de la hiérarchie dans un sens vivable. L'historien Jean-Baptiste Noé relève cependant, au sein du clergé français, le caractère générationnel de l'approche relative à ce genre de questions, estimant que les nouvelles générations de prêtres et d'évêques français, marqués par les pontificats de Jean-Paul II et Benoît XVI, sont moins indépendants à l’égard de Rome. 
En 2008, Emma Fattorini, historienne de l'université La Sapienza, explique que cette encyclique fut reçue comme un « coup de froid » à rebours de Vatican II et que les successives positions ultérieures des souverains pontifes concernant l'usage du préservatif à l'époque de l'épidémie de sida ou la condamnation concomitante de l'avortement et de la contraception étaient reçues par de nombreux fidèles comme de l'hypocrisie voire de l'irresponsabilité. Pour l'historienne, l'encyclique a accéléré la coupure entre les pratiques des fidèles et les principes énoncés par la Curie, créant une « situation hypocrite qui arrange tout le monde ». Elle relève cependant l'intuition dont l'encyclique était porteuse concernant la mutation anthropologique qu'a engendré la dissociation de la reproduction et de la sexualité, notamment dans ses aspects négatifs comme des excès scientistes que combattent également certaines féministes ou des écologistes.
En 2019, l'historienne Françoise Hildesheimer relève que la publication d'Humanae Vitae met un terme à la dynamique positive enclenchée par le concile Vatican II et que la crise de confiance qui s'est ensuivie « provoquant un indiscutable amoindrissement de la partie féminine du territoire social de l'Église », n'a pas encore été surmontée.